# بوفجوخ
البوفجوخ هي توابل جزائرية تقليدية تُحضَّر من الفلفل الحار، والثوم، والملح، وزيت الزيتون.

## الأصل
تعود هذه التوابل إلى منطقة أوريس.

## طريقة التحضير والتخزين

### تحضير
يُحصل على البوفيدجوخ من خلال عملية سحق. يتم تحضيره باستخدام المهراز، وهو نوع من المدقّ التقليدي الجزائري. تتضمن العملية سحق فصوص الثوم مع الملح الخشن باستخدام المدق، ثم إضافة الفلفل الأخضر الحار بعد غسله وتنظيفه من البذور وتقطيعه بشكل خشن. يجب متابعة السحق حتى يتم الحصول على مزيج متجانس ذو قوام معجوني.
بعد السحق والحصول على النتيجة المطلوبة، يُوضع المنتج في أوعية جافة تمامًا ويُغطى بالكامل بكميات من زيت الزيتون. تُغلق الأوعية بإحكام وتُترك في مكان بارد لمدة أسبوع حتى يتحول لون التحضير إلى اللون الذهبي. يمكن تخزين التحضير لفترة طويلة بعيدًا عن الرطوبة.

### حفظ
بعد السحق والحصول على النتيجة المطلوبة، يتم وضع المنتج في مرطبانات جافة تمامًا ومغطاة بالكامل بكمية من زيت الزيتون. يتم غلق البرطمانات بإحكام وحفظها في مكان بارد لمدة أسبوع حتى يتحول لون الخليط إلى اللون الذهبي. يمكن تخزين المستحضر لفترة طويلة بعيدًا عن الرطوبة.

## الاستخدام
تُستخدم هذه التوابل لإضفاء نكهة حارة على بعض الأطباق التقليدية التي تحتوي على المعكرونة المنزلية مثل الكسكس والعيش (البركوكس) والمحجوبةوالشخشوخة ولتحضير الطواجن، كما تُستخدم كمقبّلات باردة مثل الحمص.

## الملاحظات والمراجع
1. ↑  "LE PIMENT". Djazairess. اطلع عليه بتاريخ 2020-09-25..